# Texelse zandbij
De Texelse zandbij (Andrena fulvago) is een vliesvleugelig insect uit de familie Andrenidae. De wetenschappelijke naam van de soort is voor het eerst geldig gepubliceerd in 1791 door Johann Ludwig Christ.

## Naam
In het Nederlands is de bij vernoemd naar een van de plekken waar hij gevonden kan worden, het Waddeneiland Texel. In het Engels en Duits heet de bij respectievelijk Hawk's-Beard Mining-Bee en Pippau-Sandbiene, genoemd naar streepzaad (Engels: Hawk's-Beard; Duits: Pippau), waarvan de bloemen bijen aantrekken. In het Zweeds heet de bij fibblesandbi, genoemd naar fibblor, een groep geslachten binnen de composietenfamilie waar ook streepzaad onder valt.

## Beschrijving
De Texelse zandbij heeft een lichaamslengte van negen tot tien millimeter. De kleur is grotendeels zwart, maar de achterpoten en het middelste lichaam beschikken over een oranje of goudgele vacht, wat gezien wordt als het opvallendste kenmerk van de soort. De mannetjes en vrouwtjes kunnen alleen door het bestuderen van de geslachtsdelen met zekerheid uit elkaar gehouden worden.

## Leefwijze
Het leefgebied van de bij bestaat uit graslanden, zoals droge weilanden en hooilanden, die grenzen aan bossen. De soort is monolectisch, wat inhoudt dat hij maar naar één geslacht of soort gaat om te bestuiven. De Texelse zandbij verzamelt daarom alleen nectar en stuifmeel van de soorten uit de composietenfamilie. Hij geef hierbij de voorkeur aan muizenoor, gewoon biggenkruid en groot streepzaad. De Texelse zandbij is een solitaire bijensoort en leeft dus niet in een eusocialiteit zoals sommige bijensoorten. De nesten worden begraven op weinig begroeide plekken, vaak alleen of in kleine groepjes, en meestal in zandgronden. De periode waarin de soort gevonden kan worden duurt van mei tot juli.

## Voorkomen
De Texelse zandbij leeft in Europa en is hier te vinden van Zuid-Europa tot en met het zuiden van Zweden en van Groot-Brittannië tot en met de Kaukasus. Hij is in heel Duitsland te vinden tot 900 meter hoogte, en in Zwitserland tot 2.300 meter hoogte.
Binnen Nederland komt de Texelse zandbij zeer zelden voor, namelijk zover bekend enkel in Zuid-Limburg en op het Waddeneiland Texel, waar de bij zijn Nederlandstalige naam aan te danken heeft. Voorheen leefde de soort ook op de Veluwe, waar hij tot en met het begin van de twintigste eeuw voorkwam, en Noord-Limburg en het oostelijke deel van Noord-Brabant. In deze laatste twee gebieden verdween de bij in de jaren vijftig van de twintigste eeuw.

## Bedreiging
De soort wordt zowel in Nederland als daarbuiten steeds zeldzamer. Het is voor de overleving van de Texelse zandbij belangrijk om natuurgebieden op traditionele wijzen te blijven beheren om zo de traditionele cultuurlandschappen waar de bij in leeft te kunnen bewaren. Op de Nederlandse Rode Lijst van bijen stond de bij in 2003 genoteerd als 'bedreigd', maar op de lijst van 2018 is de situatie wat verbeterd en staat de bij nu genoteerd als 'kwetsbaar'.